# Azjara
Azjara (Georgisch: აჟარის მუნიციპალიტეტი, Azjaris moenitsipaliteti), of ook wel Opper-Abchazië (Georgisch: ზემო აფხაზეთის, Zemo Apchazetis), is een gemeente in het noordwesten van Georgië, in de feitelijk afgescheiden autonome republiek Abchazië. De gemeente ligt in de Kodorivallei en werd tot augustus 2008 gecontroleerd door de Georgische autoriteiten.

## Georgische en Abchazische interpretatie
De gemeente werd in 2006 door de Georgische autoriteiten opgericht in de Kodorivallei in het noorden van Abchazië, vanuit delen van de Abchazische districten Goelripsji en Otsjamtsjire. De Abchazische separatistische autoriteiten, die het gebied sinds 2008 controleren, erkennen de gemeente Azjara niet in hun bestuurlijke indeling.

## Geschiedenis
Het gebied van de gemeente Azjara ligt in het bovenste deel van de Kodorivallei. Dit gebied werd in de tweede helft van de 19e eeuw gekoloniseerd toen het Russische gezag er hervestiging van andere etniciteiten toestond. Na de Kaukasusoorlog, toen het vorstendom Abchazië was geannexeerd, hadden de Russen de oorspronkelijke bewoners (Tsebelda en Dal) uit de valleien in de bovenloop van de Kodori verjaagd. Uiteindelijk vestigden zich hier voornamelijk Svaneten, een etnisch Georgische subgroep, die woont in de noordwestelijke Georgische streek Svanetië. De dorpsgemeenschap Azjara was in 1926 voor 97,7% bewoond door Svaneten.

### Georgisch-Abchazisch conflict
Als gevolg van het Georgisch-Abchazisch conflict verloor Georgië het gezag over vrijwel geheel Abchazië met uitzondering van de Kodorivallei. De vallei lag langs de vluchtroute van de meer dan honderdduizend Georgiërs die na de val van Soechoemi in september 1993 deze stad en Abchazië ontvluchtten langs de Kodoririvier naar Svanetië over de 2630 meter hoge Chida-pas.
In oktober 2001 was het centrale deel van de Kodorivallei het doelwit van luchtbombardementen door helikopters van Abchazische milities. In het gebied vond ook een gewapende confrontatie plaats tussen deze milities en Georgische troepen.
In de jaren 2000 werd de term Opper-Abchazië geïntroduceerd om dit gebied aan te duiden. In 2006 werd de gemeente Azjara (Opper-Abchazië) opgericht, dat het lokale bestuur over de Georgisch gecontroleerde dorpen in de Kodorivallei moest uitvoeren. Tijdens de parlementsverkiezingen van 2008 vormde Azjara een eigen kiesdistrict. De oprichting van de gemeente in 2006 ging gepaard met het vestigen van de door Georgië erkende autonome regering van Abchazië in het dorp Tsjchalta.
Tijdens de Russisch-Georgische Oorlog waren Tsjchalta en vier andere dorpen in de gemeente doelwit van Russische luchtbombardementen. Dit gebeurde toen de Abchazische strijdkrachten een offensief openden om de Kodorivallei te veroveren op de Georgiërs. Sinds deze oorlog is ook dit gebied buiten Georgisch gezag gevallen. Het bestuur van de gemeente is sindsdien gevestigd in Tbilisi.

## Administratieve onderverdeling
De gemeente Azjara werd op 8 december 2006 geregistreerd. De gemeente bevat vijf administratieve deeleenheden gedefinieerd met daarin in totaal 24 dorpen, waaronder Tsjchalta en Sakeni. Het gemeentelijk centrum is het dorp (Centraal) Azjara (Georgisch:ცენტრალური აჟარა, Tsentraloeri Azjara).

## Vervoer
Azjara ligt diep in de bergen van Abchazië. Er is één verbindingsweg met de rest van Abchazië, de nationale route Sh10 naar Goelripsji, of ook wel de 'Soechoemse militaire weg' genoemd. Deze weg tussen Soechoemi en Tsjchalta via Goelripsji werd in 1898-1903 aangelegd. In oostelijke richting gaat de Sh10 door naar de Russische grens op de 2782 meter hoge Kloechor-pas. Een aftakking gaat via Sakeni over de 2630 meter hoge Chida-pas naar het Georgische Svanetië.